# Nicolas-Théodore de Saussure
Nicolas-Théodore de Saussure (14. dubna 1767 Ženeva – 18. dubna 1845 Ženeva) byl švýcarský chemik a student fyziologie rostlin, který učinil klíčové objevy ve fytochemii.

## Život
Nejstarší syn Horace-Bénédicta de Saussure se narodil v Ženevě. žil klidným životem a vyhýbal se společnosti. Přesto stejně jako jeho předkové byl členem ženevské městské rady a věnoval se aktivně veřejným záležitostem. Ke konci života se stal samotářem. Zemřel ve svém rodném městě.
V mládí doprovázel svého otce na cestách do Alp a pomáhal mu při přesném stanovování fyzikálních konstant. Byl velmi ovlivněn Lavoisierovými objevy. Podílel se na zdokonalování procesů organické analýzy, stanovil složení ethanolu, etheru a některých jiných běžných sloučenin. Také studoval kvašení, přeměnu škrobů na cukry a mnoho dalších procesů. Jeho práce pojednávají převážně o chemii a fyziologii rostlin, o půdách a životních podmínkách rostlin.
Saussure dokázal, že přírůstek rostlinné hmoty nezávisí pouze na příjmu oxidu uhličitého, ale také na příjmu vody. Tak byla načrtnuta základní rovnice fotosyntézy.
Jeho sestra Albertine Necker de Saussure byla jednou z prvních autorek, které psaly o vzdělání žen. Jeho pravnukem byl jazykovědec Ferdinand de Saussure. V roce 1808 byl přijat za korespondujícího člena Bavorské akademie věd, v roce 1820 zahraničním členem. Ve stejném roce byl zvolen zahraničním členem Royal Society.